# Bert Sakmann
Pour les articles homonymes, voir Sakmann.
Bert Sakmann, né le 12 juin 1942 à Stuttgart, est un médecin allemand. Il reçut conjointement avec Erwin Neher le prix Nobel de physiologie ou médecine, pour le développement de la technique du patch-clamp.
Bert Sackmann est professeur et directeur du département de physiologie cellulaire au Max-Planck-Institut pour la recherche médicale de Heidelberg.

## Biographie
Il obtint son baccalauréat en 1961 au lycée Wagenburg de Stuttgart. Puis il étudia la médecine jusqu'en 1967 aux universités de Tübingen, Freiburg, Berlin, Paris et Munich. Après avoir obtenu ses examens de médecine à l'université Louis-et-Maximilien de Munich, il fut médecin assistant à l'université de Munich et chercheur assistant à l'institut Max Planck pour la psychiatrie de Munich, dans le département de neurophysiologie auprès de Otto Detlev Creutzfeldt. En 1971, il partit au département de biophysique de Bernard Katz de l'university College de Londres. En 1974, il termina sa thèse de médecine à l'université de Göttingen ayant le titre : "Electrophysiologie de l'adaptation à la lumière dans la rétine des chats".
En 1974, il retrouva Otto Creutzfeldt au Max-Planck Institut pour la chimie biophysique à Göttingen. À partir de 1979, il était chercheur permanent dans le département de biologie des membranes.
En 1982, il obtint son habilitation à la faculté de médecine de l'université de Göttingen et devint directeur en 1985 du département de physiologie cellulaire au Max-Planck Institut de chimie biophysique à Göttingen. En 1987, il obtint un poste de professeur à la faculté de médecine de l'université de Göttingen. Il reçut la même année le prix Gottfried Wilhelm Leibniz décerné par la Deutsche Forschungsgemeinschaft.
En 1988, il devint correspondant de l'académie des sciences de Bavière, directeur du département de physiologie cellulaire au Max-Planck Institut pour la recherche médicale de Heidelberg. Cette même année, il reçoit le Prix Louis-Jeantet de médecine. Et en 1990, il obtint un poste à la faculté de médecine de l'université de Heidelberg. Un an plus tard, il fut nommé professeur à la faculté de biologie de la même université.
En 1991, il reçut conjointement avec Erwin Neher, avec lequel il avait travaillé à Göttingen, le prix Nobel de médecine pour leur développement d'une méthode donnant une preuve directe des canaux ioniques dans les membranes cellulaires et pour l'étude de la transmission des signaux à l'intérieur des cellules et entre les cellules.
Il créa la fondation Bert Sakmann.
En 1992, il devint membre correspondant de l'Académie des sciences de Göttingen. Et en 1999, il fut lauréat du prix Carl Zeiss.